# Stäppzebra
Stäppzebra eller stäppsebra (Equus quagga), även vanlig zebra, är en art i familjen hästdjur (Equidae) som tillhör ordningen uddatåiga hovdjur (Perissodactyla).

## Kännetecken
Stäppzebran har i jämförelse med andra zebror som bergzebra och grevyzebra kortare öron och bredare hovar. Pälsens färgteckning skiljer sig mycket mellan de olika underarterna eller populationerna. De mörka ränderna varierar mellan helt svart och mörkt rödbrunt. De ljusa ränderna kan vara helt vita eller ljust rödbruna. Även på buken finns ränder. Dessutom finns en svart-vit man som går från hjässan över halsens baksida till ryggens början.
Stäppzebror har jämförelsevis korta extremiteter och når en mankhöjd av 1,4 meter. De är cirka 2,3 meter långa och når en vikt på omkring 230 kilogram. Ungdjuret väger vid födelsen omkring 30 kilogram.

## Utbredning
Utbredningsområdet sträcker sig från södra Sudan och södra Etiopien över de östafrikanska savannerna till södra och sydvästra Afrika (se karta). Stäppzebran har det största utbredningsområdet av alla sebror. Den finns bland annat i Kruger nationalpark, Etosha nationalpark, Chobe nationalpark och Kafue nationalpark.

## Levnadssätt
Dessa djur är mycket sociala och lever i familjegrupper som består av en hane, en eller flera honor och deras ungdjur. Gruppens storlek är avhängig områdets kvalitet. Ibland förekommer stäppzebror i särskilt stora hjordar tillsammans med andra zebraarter eller andra djur, till exempel gnuer.
Stäppzebran föredrar korta grässorter men är inte beroende av dessa. Därför förekommer de även i skogiga regioner. Ofta är stäppzebror de första gräsätande djur i ett område där gräset nyss har vuxit. Först när de har minskat gräsets höjd till en viss nivå följer andra arter som gnuer och gaseller. Natten tillbringar de vanligtvis på öppna områden där fiender lätt kan upptäckas. Därför är minst en individ vaken för att vakta gruppen.

## Underarter
Arten stäppzebra delas vanligtvis i följande underarter.
- Grants zebra (Equus quagga boehmi), lever i Sudan, Kenya, Tanzania, Uganda och östra Zambia.
- Chapmans zebra (E. q. chapmani), västra Zambia, Zimbabwe, Botswana, Sydafrika.
- E. q. antiquorum, Namibia, Angola.
- Crawshays zebra (E. q. crawshayi), Moçambique, zebran med de tätaste remsorna.
- E. q. zambeziensis, Malawi, Zimbabwe.
- Burchells zebra (E. q. burchellii), norra Sydafrika, räknades efter 1910 som utdöd men upptäcktes senare på nytt.
- Kvagga (†E. q. quagga), sedan 1883 utdöd. Djuret hade en mörkbrun grundfärg och ljusare extremiteter. Bara huvudet och halsen hade ränder.

Denna indelning är omstridd. Några underarter sammanfogas av vissa zoologer. Kvaggan räknas ibland som självständig art. Nyaste undersökningar av DNA-rester från kvaggan styrker hypotesen att djuret utgjorde samma art som stäppsebran. Kvaggans vetenskapliga namn, Equus quagga, är äldre än nominatformens vetenskapliga namn, Equus burchellii, och därför används Equus quagga enligt reglerna för vetenskapliga namn för hela arten.

## Hot
På grund av jakt för att få djurets kött och hud är stäppzebran idag mer sällsynt än tidigare. Å ena sidan är djuret en av de vilda hästarter med den största populationen men å andra sidan lever tre fjärdedelar av beståndet i Kenyas och Tanzanias nationalparker, alltså i ett relativt begränsat område. Uppskattningar av hela beståndet varierar mellan 800 000 och 1,3 miljoner individer. Medan underarterna Grants zebra och E. q. antiquorum förekommer med många exemplar betecknas Chapmans zebra och E. q. zambeziensis oftast som hotade underarter.